# Budzimira Wojtalewicz-Winke
Budzimira Wojtalewicz-Winke z domu Muzyk, ps. „Budka”, „Irena” (ur. 16 czerwca 1924 w Wolnym Mieście Gdańsku, zm. 4 maja 2015) – polska działaczka podziemia niepodległościowego w czasie II wojny światowej w ramach struktur Armii Krajowej, uczestniczka powstania warszawskiego, działaczka na rzecz pojednania polsko-niemieckiego.

## Życie i działalność

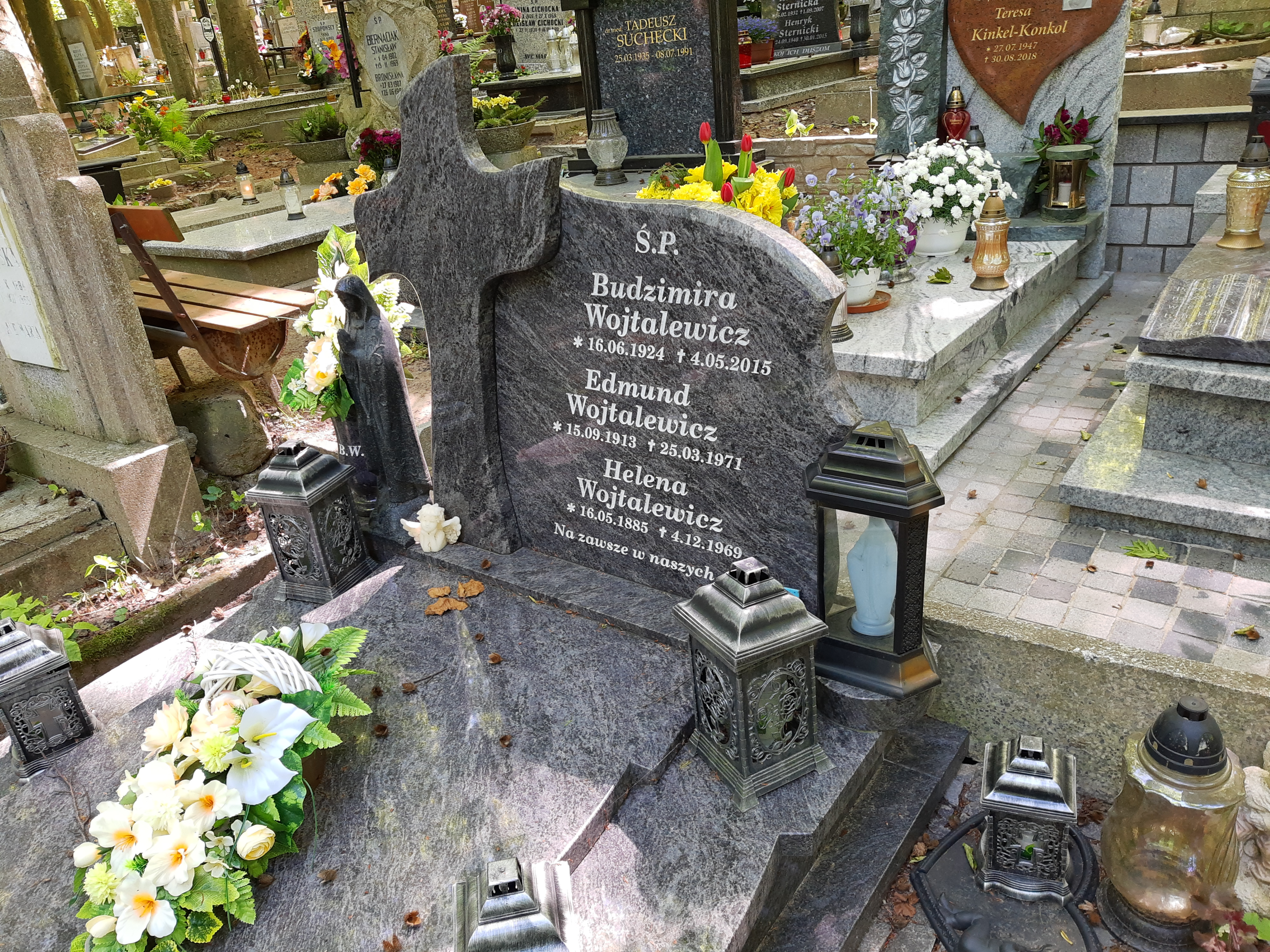
Grób Budzimiry Wojtalewicz-Winke na gdańskim cmentarzu Srebrzysko

Urodziła się w rodzinie Feliksa Muzyka (ur. 1898), działacza polonijnego w Wolnym Mieście Gdańsku, kierownika i dyrygenta chóru polskiego „Lutnia”, i Bolesławy z domu Leszczyńskiej. Siostra Celiny, Janiny i Jadwigi zamężnej Michałkiewicz (ur. 1937). Po agresji III Rzeszy na Polskę we wrześniu 1939 roku, ojciec Budzimiry został aresztowany, a następnie zamordowany 22 marca 1940 roku (Wielki Piątek) przez Niemców w obozie koncentracyjnym KL Stutthof. Po aresztowaniu ojca, Budzimira wraz z matką została wysiedlona z Gdańska. Obie osiadły w Warszawie, gdzie Budzimira wstąpiła do Szarych Szeregów. Wraz z narzeczonym Tadeuszem Milewskim ps. „Ćwik” brała udział w powstaniu warszawskim jako członkini II plutonu „Alek” – 2. kompanii „Rudy” – batalionu „Zośka” – Brygady Dywersyjnej „Broda 53” Zgrupowania „Radosław” AK (Tadeusz Milewski poległ w powstaniu; 5 sierpnia 1944 roku).
Po wojnie wróciła do rodzinnego Gdańska i wyszła za mąż za Edmunda Wojtalewicza (1913–1971). Współpracowała z NSZZ „Solidarność”. W 1986 roku Budzimira Wojtalewicz wyszła ponownie za mąż, za Niemca Herberta Winke i osiadła wraz z nim w Atzelgift. Po śmierci męża w wypadku samochodowym (3 grudnia 2011 roku) powróciła na stałe do Polski.
Była bohaterką powieści niemieckiego historyka Dietera Schenka, pt. Jak pogoniłam Hitlera oraz filmu dokumentalnego Barbary Balińskiej i Krzysztofa Kalukina pt. Jedenaste Przykazanie z 2008 roku.
Za niezachwianą wierność tradycjom gdańskiej Polonii i wcielanie w życie idei porozumienia i przyjaźni między narodami w 2008 roku otrzymała Medal św. Wojciecha.
Została pochowana na gdańskim cmentarzu Srebrzysko (rejon X, kwatera IV-10-11a).